# 瑚寶
瑚寶（穆麟德轉寫：hūboo，1695年—1756年），伊尔库勒氏，满洲镶白旗人。清朝政治人物，武進士出身。
雍正五年（1727年）中式丁未科二甲武进士，授官三等侍卫，补陕西永兴堡守备，雍正八年（1730年），准噶尔二万余人进犯科什图卡伦，瑚宝随总兵樊廷进剿，奋战取胜。雍正九年（1731年），准噶尔再犯吐鲁番，瑚宝从樊廷进剿，以劳绩获得赐银三百。累迁肃州镇右营游击。
高宗即位，瑚宝累迁山西大同总兵，赐孔雀翎。乾隆十二年（1747年），迁固原提督。乾隆十三年（1748年）署甘肃巡抚，兼总督事務。召授兵部尚书，不久署陕甘总督，调湖广，又改漕运总督。因失察卢鲁生伪造奏稿之事夺官，仍留任。不久卒，谥恭恪。《清史稿》有传。